# WebCT
WebCT (ang. Web Course Tools) – wirtualna platforma edukacyjna (VLE – ang. virtual learning environment).
Komercyjny system oprogramowania wykorzystywany na uczelniach i w innych instytucjach edukacyjnych dla prowadzenia e-learningu (e-dukacji).
W ramach WebCT nauczający i studenci mają dostęp do systemu forów dyskusyjnych, poczty elektronicznej, czatów, dokumentów (tekstowych, audio, wideo), stron WWW.

## Podobne platformy e-dukacyjne
- Blackboard
- Brihaspati
- Moodle